# یژنگ
یژنگ (انگلیسی: Yizheng) شرکت پتروشیمی چینی است، که در سال ۱۹۹۳ تأسیس شد.